# Jakub Chwalibóg
Jakub Chwalibóg herbu Strzemię (zm. przed 18 sierpnia 1639 roku) – pisarz ziemski krakowski w latach 1628-1639.
Jako poseł województwa krakowskiego na sejm elekcyjny 1632 roku wszedł w skład komisji korektury prawa koronnego. W 1632 roku był elektorem Władysława IV Wazy z województwa krakowskiego.